# سانتا جیوستا
سانتا جیوستا (به ایتالیایی: Santa Giusta) یک کومونه در ایتالیا است که در استان اریستانو واقع شده‌است. سانتا جیوستا ۶۹٫۲ کیلومتر مربع مساحت و ۴٬۵۹۲ نفر جمعیت دارد.